# Esino (fiume)
L'Esino (Aesis in latino) è un fiume che scorre nella regione Marche; è il secondo più importante corso d'acqua (dopo il Metauro), per ampiezza di bacino idrografico e portata media annuale, della regione.

## Etimologia
Il nome, analogamente a quanto accaduto nelle vallate adiacenti, potrebbe derivare dalla città romana che lambiva Aesis (Jesi), o secondo altre ipotesi essere una latinizzazione della divinità celtica Eso ed essere la città romana a derivare il proprio nome dal fiume. Con ogni probabilità infatti Jesi fu fondata dai Galli Senoni già presenti nel nord delle Marche e che stabilirono lungo il fiume il loro confine meridionale con le popolazioni Picene. A quei tempi l'Esino era navigabile ed Eso era la divinità celtica del commercio fluviale raffigurato con un'ascia in mano ed un aspetto taurino.

## Corso del fiume

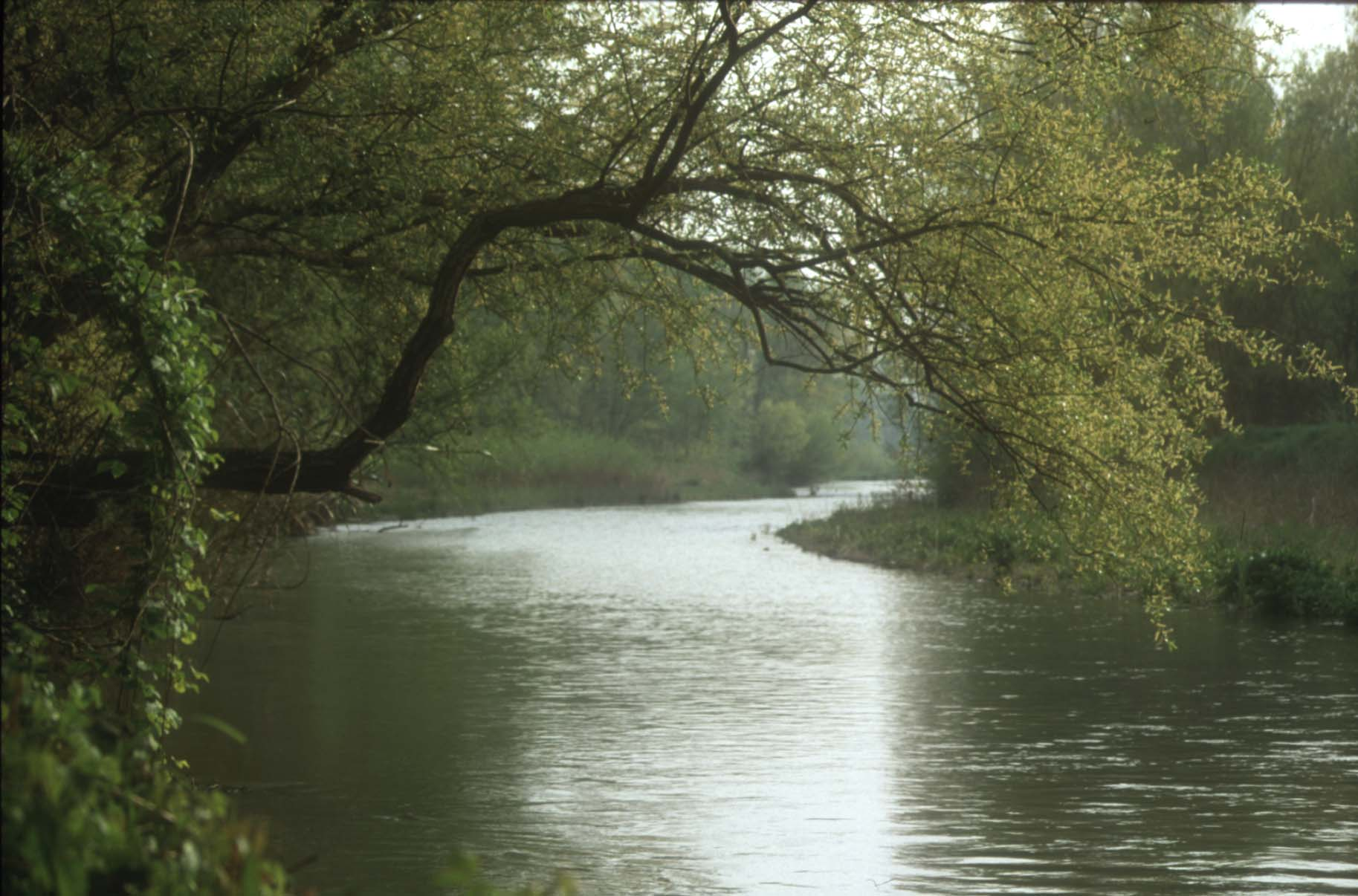
Il fiume nei pressi di Ponte Pio, fra Jesi e Monte Roberto.

L'Esino nasce in provincia di Macerata, dalle falde del monte Cafaggio, a circa 1000 m s.l.m.
Scorre inizialmente ripido bagnando i centri di Esanatoglia, Matelica, dove riceve dapprima il torrente Fosso San Giovanni, poi, l'affluente rio Imbrigno, e Cerreto d'Esi; entra così in Provincia di Ancona. In questa prima parte scorre in direzione sud-nord, caso unico nella regione. Tutta la Valle dell'Esino è caratterizzata dalla produzione del noto vino Verdicchio.
Nei pressi di Borgo Tufico (frazione di Fabriano) riceve da sinistra il torrente Giano, apprestandosi ad entrare, alcuni km più a valle nella suggestiva e selvaggia Gola della Rossa scorrendo impetuoso tra le alte pareti rocciose e cambiando direttrice verso est-ovest.
All'ingresso della Gola incrementa la propria portata grazie al contributo del Sentino, suo maggior tributario di sinistra, che incontra l'Esino dopo aver attraversato la Gola di Frasassi, nella quale si trova il complesso ipogeo delle omonime grotte.
Terminato il tratto ingolato presso il territorio di Serra San Quirico, il fiume allarga notevolmente il proprio letto rallentando la sua corsa. In questo tratto bagna i comuni di Mergo, Rosora, Maiolati Spontini e Castelplanio costeggiando per un ampio tratto la Strada Statale 76 della Val d'Esino (SS76) per Ancona, giungendo in breve a Jesi, della quale lambisce la periferia sud. Qui dà luogo a una zona umida che costituisce l'habitat per le specie faunistiche e floristiche dell'oasi naturalistica di Ripa Bianca.
Il fiume prosegue ampio attraversando la cittadina di Chiaravalle per giungere infine in prossimità di Falconara Marittima dove, in località Fiumesino e Rocca Priora sfocia con un ampio estuario nel Mar Adriatico, dopo un percorso di circa 90 km. Sul lato sinistro della foce del fiume si trova il Parco del Cormorano, area naturalistica protetta, di ben 12 ettari.
Il suo bacino interessa svariati territori provinciali marchigiani quali la provincia di Ancona, la provincia di Macerata e la provincia di Pesaro e Urbino e anche una piccola porzione di Umbria in provincia di Perugia.

## Regime idrologico
La portata media annuale del fiume è di circa 18 m³/s, sicuramente una delle maggiori del versante adriatico centrale, ed è caratterizzata da un marcato andamento torrentizio delle portate reso ancora più irregolare (come per il Chienti) dallo sfruttamento intensivo delle sue acque da parte dell'Enel per la produzione di energia elettrica attraverso l'uso di diverse centrali idroelettriche poste lungo il suo percorso (la principale, quella di Sant'Elena, è alimentata da due canali la cui portata supera i 12 m³/s a pieno regine).
A differenza della maggior parte dei fiumi di origine appenninica che sfociano sul versante adriatico, il fiume Esino anche in estate presenta una portata non inferiore ai 5 m³/s.
In autunno invece sono frequenti piene, talvolta anche imponenti e distruttive, le cui portate massime hanno sfiorato i 1400 m³/s.

## Importanza storica

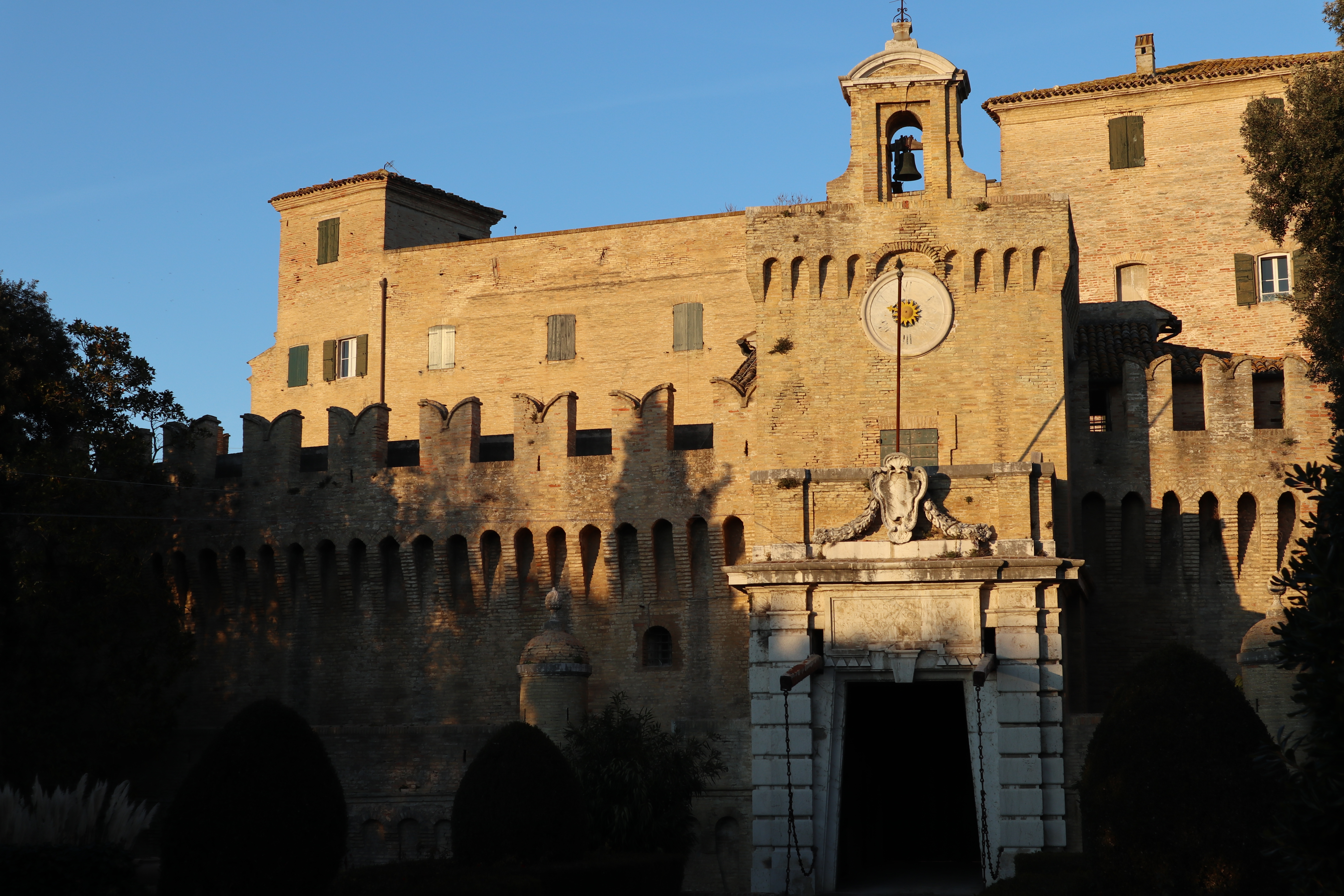
il Castello di Rocca Priora.

L'Esino nel corso della storia a volte servì come confine.
L'espansione dei Galli Senoni si fermò proprio sull'Esino, anche se non in maniera assoluta; in seguito a questa invasione il territorio a nord del fiume, abitato dai Piceni, subì l'influsso celtico, e quando l'imperatore Augusto divise l'Italia in regioni il Piceno a nord dell'Esino venne unito all'Umbria formando la regione Umbria et Ager Gallicus, mentre a sud del fiume venne formata la regione Picenum. I Galli Senoni già presenti a Senigallia fondarono Jesi circa nel 500 a.C., apprezzandone la posizione strategica: vicina al mare, controllava la vallata del fiume Esino, naturale porta di ingresso (attraverso la Gola della Rossa) ai territori abitati dagli Umbri. Con costoro i Galli intrattenevano importanti commerci, aiutati anche dalla possibilità, all'epoca, di navigare sul fiume.
Il fiume fu anche per lungo tempo il confine tra l'Italia propriamente detta e la Gallia Cisalpina, sin quando Silla non spostò (attorno all'81 a.C.) questo confine più a nord sul fiume Rubicone.
Successive ripartizioni territoriali, sempre durante l'Impero Romano, riunirono le terre a nord e a sud dell'Esino, che smise dunque la sua funzione di confine.
Nel Medioevo il fiume tornò ad essere un elemento di delimitazione territoriale e di contesa. Infatti proprio la parte terminale dell'Esino da una parte rappresentava lo sbocco a mare per la Respublica Æsina, e dall'altra la Repubblica di Ancona ne vedeva il suo baluardo del confine di nord-ovest. A difesa venne dapprima eretto dagli jesini il Castello di Rocca Priora, poi passato il territorio ad Ancona, quest'ultima lo munì di altri quattro, dei circa venti, castelli di Ancona: Falconara, Monte San Vito, Camerata, Cassero.